# Liste der Baudenkmäler in Vilgertshofen

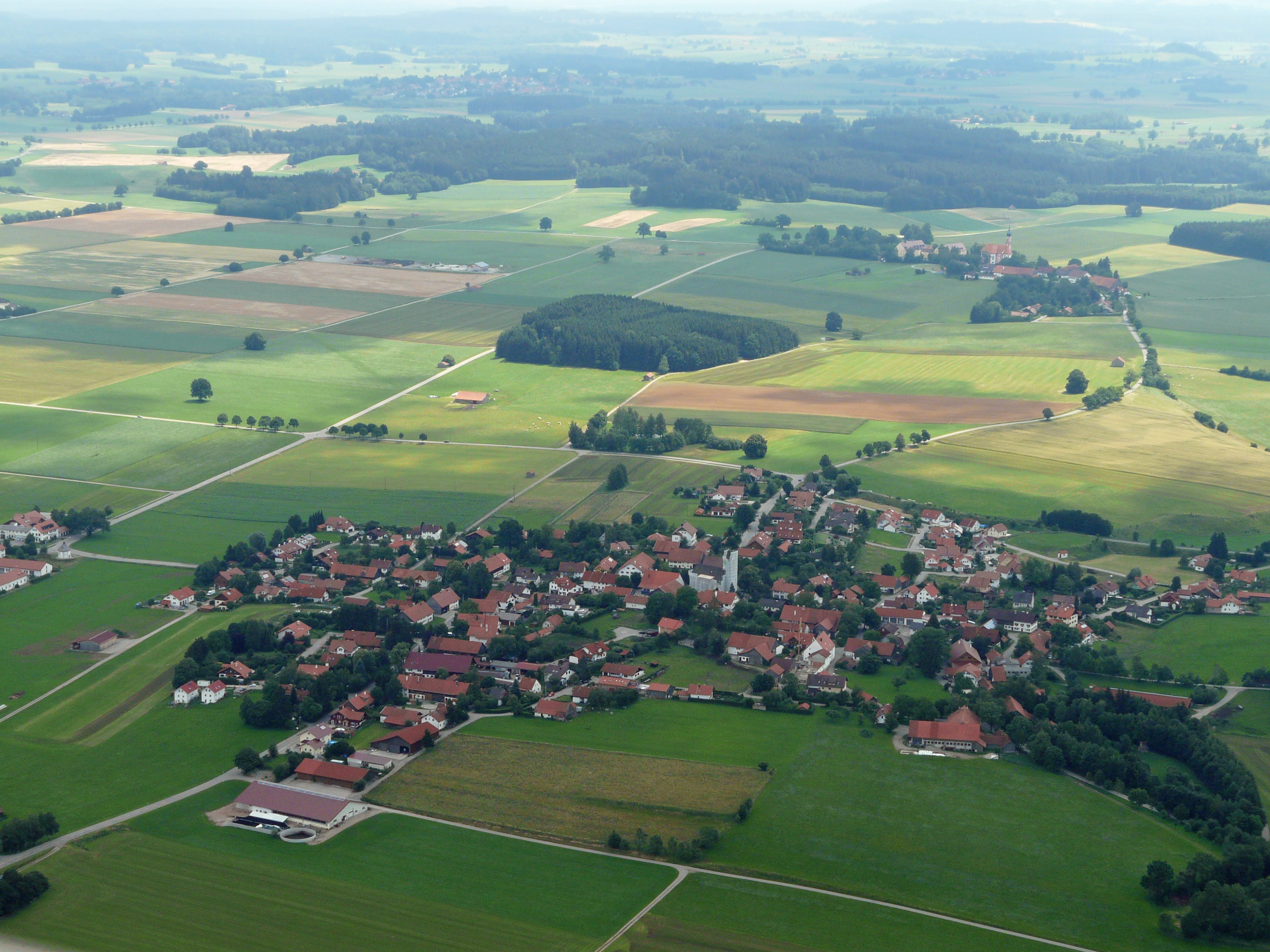
Stadl bei Vilgertshofen

Auf dieser Seite sind die Baudenkmäler in der oberbayerischen Gemeinde Vilgertshofen zusammengestellt. Diese Tabelle ist eine Teilliste der Liste der Baudenkmäler in Bayern. Grundlage ist die Bayerische Denkmalliste, die auf Basis des Bayerischen Denkmalschutzgesetzes vom 1. Oktober 1973 erstmals erstellt wurde und seither durch das Bayerische Landesamt für Denkmalpflege geführt wird. Die folgenden Angaben ersetzen nicht die rechtsverbindliche Auskunft der Denkmalschutzbehörde.

## Baudenkmäler nach Ortsteilen

### Vilgertshofen
| Lage                       | Objekt                                                      | Beschreibung | Akten-Nr.     | Bild                       |
| -------------------------- | ----------------------------------------------------------- | --- | ------------- | -------------------------- |
| Ulrichstraße 4 (Standort)  | Priesterhaus                                                | dreigeschossiger Satteldachbau, um 1700, erneuert und erweitert 1965 bis 67                                                                            | D-1-81-133-23 | weitere Bilder             |
| Ulrichstraße 6 (Standort)  | Katholische Wallfahrtskirche zur Schmerzhaften Muttergottes | einheitlicher Zentralbau über vierpassförmigem Grundriss mit betonter Längsachse und südwestlichem Turm, von Johann Schmuzer, 1686–92; mit Ausstattung | D-1-81-133-20 | weitere Bilder             |
| Ulrichstraße 11 (Standort) | Ehemals Wallfahrergasthaus                                  | Satteldachbau, im Kern 1690, im 20. Jahrhundert stark verändert, im oberen Gang Deckenfresken von Johann Baptist Baader, um 1770                       | D-1-81-133-21 | Ehemals Wallfahrergasthaus |

### Issing
| Lage                             | Objekt                                   | Beschreibung | Akten-Nr.     | Bild               |
| -------------------------------- | ---------------------------------------- | --- | ------------- | ------------------ |
| Berggasse 1 (Standort)           | Ehemals Bauernhaus                       | stattlicher Satteldachbau mit Figurenschmuck nach barocken Vorbildern am Ostgiebel, im Kern 18. Jahrhundert            | D-1-81-133-9  | Ehemals Bauernhaus |
| Landsberger Straße 13 (Standort) | Bauernhaus                               | stattlicher Satteldachbau mit Giebeltenne und Traufsöller, im Kern 18. Jahrhundert                                     | D-1-81-133-10 | weitere Bilder     |
| Reichlinger Straße 11 (Standort) | Katholische Pfarrkirche Sankt Margaretha | Saalbau mit eingezogenem halbrundem Chor und Westturm, einheitlicher Bau von Joseph Schmuzer, 1716/17; mit Ausstattung | D-1-81-133-8  | weitere Bilder     |
| Wessobrunner Straße 5 (Standort) | Ehemals Pfarrhaus                        | Putzbau mit Traufgesims und Walmdach, 1817/18                                                                          | D-1-81-133-11 | Ehemals Pfarrhaus  |

### Mundraching
| Lage                     | Objekt                               | Beschreibung | Akten-Nr.     | Bild               |
| ------------------------ | ------------------------------------ | --- | ------------- | ------------------ |
| Bergstraße 14 (Standort) | Katholische Filialkirche Sankt Vitus | Saalbau mit eingezogenem Chor und Chorscheitelturm, Chor spätgotisch, Langhaus von Johann Schmuzer um 1690, Turm bezeichnet 1801; mit Ausstattung | D-1-81-133-12 | weitere Bilder     |
| Bergstraße 18 (Standort) | Ehemals Dorfschule                   | zweigeschossiger Satteldachbau mit Gesimsgliederung, im Kern 1842, umgebaut in Formen des Heimatstils 1901                                        | D-1-81-133-14 | Ehemals Dorfschule |
| Kapellenweg 2 (Standort) | Bauernhaus                           | stattlicher Mitterstallbau, erbaut 1866 | D-1-81-133-15 | Bauernhaus         |
| Kapellenweg 7 (Standort) | Katholische Kapelle Sankt Antonius   | einschiffiger Satteldachbau mit halbrunder Apsis und Dachreiter, erbaut 1618, verlängert 1866; mit Ausstattung                                    | D-1-81-133-13 | weitere Bilder     |

### Pflugdorf
| Lage                                  | Objekt                                    | Beschreibung | Akten-Nr.     | Bild           |
| ------------------------------------- | ----------------------------------------- | --- | ------------- | -------------- |
| Kirchsteig 1; Kirchsteig 3 (Standort) | Katholische Filialkirche Sankt Laurentius | Saalbau mit eingezogenem Polygonalchor und Westturm, von Lorenz Sappl, um 1755; mit Ausstattung; Teil der Friedhofsmauer, verputzter Süd- und Westzug mit Tuffdeckplatten, 18. Jahrhundert | D-1-81-133-16 | weitere Bilder |
| Kohlstattstraße 1 (Standort)          | Hausfigur                                 | farbig gefasster gekreuzigter Christus aus Holz auf geputztem Kreuz, 2. Viertel 16. Jahrhundert                                                                                            | D-1-81-133-17 | Hausfigur      |
| Kohlstattstraße 4 (Standort)          | Hausfigur                                 | farbig gefasster hl. Leonhard, Ende 15. Jahrhundert | D-1-81-133-18 | Hausfigur      |
| Rathausstraße (Standort)              | Dorfbrunnen                               | gebauchter Pfeiler auf Postament mit Schale auf Konsole, aus Gusseisen mit Neorenaissance-Ornamenten, Ende 19. Jahrhundert; in der Ortsmitte                                               | D-1-81-133-19 | weitere Bilder |

### Stadl
| Lage                           | Objekt                                          | Beschreibung | Akten-Nr.    | Bild               |
| ------------------------------ | ----------------------------------------------- | --- | ------------ | ------------------ |
| Nähe Hartstraße (Standort)     | Ehemals Steinkreuz                              | Tuffkreuz mit abgeschlagenen Querarmen, wohl 16. Jahrhundert; im „Bremerfeld“, ca. 550 m südwestlich der Pfarrkirche | D-1-81-133-7 | Ehemals Steinkreuz |
| Nähe Hartstraße (Standort)     | Feldkapelle                                     | kleiner Satteldachbau, im Kern 1670; westlich des Ortes                                                              | D-1-81-133-3 | weitere Bilder     |
| Poststraße 3 (Standort)        | Bauernhaus                                      | Mitterstallbau mit einseitig heruntergezogenem Satteldach, im Kern 18. und Mitte 19. Jahrhundert                     | D-1-81-133-4 | Bauernhaus         |
| Raiffeisenstraße 17 (Standort) | Katholische Kapelle Sankt Leonhard              | oktogonaler Zentralbau mit Ecklisenengliederung, bezeichnet 1695; mit Ausstattung                                    | D-1-81-133-2 | weitere Bilder     |
| Schmiedberg 1 (Standort)       | Pfarrhaus                                       | stattlicher Satteldachbau mit verkröpftem Traufgesims und ehemals Aufzugsöffnungen am Giebel, um 1725                | D-1-81-133-5 | weitere Bilder     |
| Schmiedberg 2 (Standort)       | Katholische Pfarrkirche St. Johannes der Täufer | Saalbau mit eingezogenem, polygonalem Chor und Westturm, im Kern um 1500, barockisiert um 1750; mit Ausstattung      | D-1-81-133-1 | weitere Bilder     |
| Stoffener Straße 9 (Standort)  | Tennentor                                       | aufgedoppeltes, farbig gefasstes Holztor, Ende 18. Jahrhundert                                                       | D-1-81-133-6 | Tennentor          |